# Aleksandr Bobkow
Aleksandr Aleksiejewicz Bobkow (ros. Александр Алексеевич Бобков, ur. we wrześniu 1900 we wsi Słoboda w guberni jarosławskiej, zm. w styczniu 1985 w Moskwie) – radziecki działacz państwowy i partyjny.

## Życiorys
W 1919 został żołnierzem Armii Czerwonej, walczył w wojnie domowej, został wzięty do niewoli, 1920 zwolniony, 1920-1922 kontynuował służbę wojskową. Od 1921 należał do RKP(b), był słuchaczem 8-miesięcznych kursów przy grupie lektorskiej i kursów propagandzistów przy Komunistycznym Uniwersytecie im. Swierdłowa, a 1922-1925 wykładowcą gubernialnej szkoły budownictwa radzieckiego i partyjnego w Jarosławiu. W 1926 był członkiem grupy propagandzistów KC WKP(b) w Donbasie, potem grupy propagandowej rejonowego komitetu WKP(b), kierownikiem Wydziału Agitacyjno-Propagandowego Komitetu Powiatowego WKP(b) w Wyksie i Kanawińskiego Komitetu Rejonowego WKP(b) w Kraju Niżnonowogrodzkim (obecnie obwód niżnonowogrodzki) i do grudnia 1933 sekretarzem odpowiedzialnym Komitetu Rejonowego WKP(b) w Bałachnie. Od grudnia 1933 do grudnia 1934 był I sekretarzem Komitetu Miejskiego WKP(b) w Wiatce/Kirowie, od 15 grudnia 1934 do lutego 1937 przewodniczącym Komitetu Wykonawczego Kirowskiej Rady Krajowej, 1937 zastępcą rektora Wyższej Szkoły Partyjnych Organizatorów przy KC WKP(b), a 1937-1938 zastępcą szefa Zarządu Planowo-Finansowego Komitetu Zapasów Produktów Rolniczych przy Radzie Komisarzy Ludowych/Ludowego Komisariatu Zapasów ZSRR. Uniknął represji w okresie wielkiej czystki. W latach 1938–1942 był inspektorem i szefem Sektora Planowo-Ekonomicznego Instytutu Zboża, potem starszym inspektorem i konsultantem zastępcy ludowego komisarza zapasów ZSRR, później do 1953 szefem wydziału Ministerstwa Zapasów ZSRR, a 1953-1955 szefem wydziału Ministerstwa Gospodarki Rolnej i Zapasów ZSRR. W latach 1955–1956 był głównym inspektorem Ministerstwa Zapasów ZSRR, a od 1956 do marca 1959 głównym inspektorem Ministerstwa Produktów Zbożowych ZSRR, następnie przeszedł na emeryturę. Został odznaczony Orderem Czerwonej Gwiazdy.